# 色拉西布洛斯
色拉西布洛斯（Θρασύβουλος; ？—前388年）是一个雅典海軍将军和民主领袖。在前412年年雅典一次寡头政治政变后，萨摩斯岛的亲民主派水手选举他为将军，把他变成民主派成功抵抗那次政变的主要领导者之一。作为将军，他负责召回逃亡的争议性贵族 Alcibiades，然后两人一起在以后的几年里广泛地合作。在前411年和前410年，色拉西布洛斯与 Alcibiades 和其他人一起指挥并获得了多次关键性的雅典海军胜利。
雅典人在伯罗奔尼撒战争战败后，色拉西布洛斯领导民主力量抵抗新的寡头政府（三十暴君），该政府由战争的胜利方斯巴达人强加于雅典人身上。在前404年，他指挥一小股逃亡者部队入侵 Attica 并且在随后的战役中击败了先是一个斯巴达要塞然后是寡头政府的部队。这些胜利随后，民主在雅典被重新建立。作为公元前4世纪这次重生的民主的一个领袖，色拉西布洛斯鼓吹一项抵抗斯巴达的政策并寻求恢复雅典的帝国威力。他在前388年科林斯战争领导一支雅典海军部队时被杀。

## 个人生活与早期事业
色拉西布洛斯的背景或早年生活几乎不被人所知。他的父亲叫做 Lycus， 而他是雅典 Steiria 的 deme 当地人。  他大概生于前455年和前441年间，尽管也不能排除前430年代末的一个日期。他结过婚，有两个子女。若干事实澄清他来自一个富裕的家庭；他主持三层划桨战船公务， 这牵涉到可观的个人花费。有许多次，以及在 3 世纪，他的儿子能够支付一笔可观的 10 Attic talents 罚款。他可能也来自一个贵族政要家庭，因为他女儿嫁给了著名贵族 Nicias 的一个孙子。
到 411 BC 之前，色拉西布洛斯清楚地在某种程度上确立了亲民主派政治家形象，正如以下讨论的事件解释的那样。然而，在那年之前他没有被任何资料来源提到过，因此无法对他的行动给出一个刻画。
作为一个政治家，色拉西布洛斯在他的整个职业生涯中持续不断的鼓吹若干政策。他鼓吹雅典帝国主义和扩张主义，并强烈支持伯里克利式民主。他看起来是一个不引人注目的公开演讲者，尽管 Plutarch 提到他有“雅典人中最洪亮的嗓音”。在他在民主政治中地位显著的时期，他看起来领导了可以称作民粹主义的派别。

## 脚注
1. ↑  Thucydides, The Peloponnesian War 8.75.2
2. ↑  Xenophon, Hellenica 4.8.25
3. ↑  Thucydides, The Peloponnesian War 8.73.4
4. ↑  Demosthenes, On the False Embassy 280
5. ↑  Plutarch, Life of Alcibiades （页面存档备份，存于）
6. ↑  All otherwise unsourced information in this section is from R. J. Buck, Thrasybulus and the Athenian Democracy